# 李持柏
李持柏，江西省南昌府南昌縣人，清朝政治人物。進士出身。
光緒二年（1876年），參加丙子恩科會試，得貢士第327名。殿試登進士2甲第120名。同年五月（6月3日），經吏部掣簽，授即用知縣。